# Kuwait City Challenger 1983
Il Kuwait City Challenger 1983 è stato un torneo di tennis facente parte della categoria ATP Challenger Series nell'ambito dell'ATP Challenger Series 1983. Il torneo si è giocato a Madinat al-Kuwait in Kuwait dal 21 al 27 febbraio 1983 su campi in cemento.

## Vincitori

### Singolare
Vitas Gerulaitis ha battuto in finale  Heinz Günthardt con il punteggio di 7–6, 4–6, 6–3

### Doppio
Vijay Amritraj /  Ilie Năstase hanno battuto in finale  Broderick Dyke /  Rod Frawley con il punteggio di 6–3, 3–6, 6–2